# 德贡谬迪南镇区
德贡谬迪南镇区（[dəɡòʊɴ mjo̰ðɪʔ tàʊɴbáɪɴ mjo̰nɛ̀]），又译德贡新城南部镇区，简称德贡南镇区，是緬甸仰光省德贡谬迪县下辖的一个鎮區，屬東仰光的一部份。2014年人口371,646人，區域面積37.46平方公里。德贡谬迪南镇区下分26個小區，該鎮區北邊與德贡谬迪北镇区及德贡谬迪东镇区接壤；西邊跨越勃生堂溪與丁眼遵镇区接壤；南邊則與德贡谬迪港口镇区接壤。德贡谬迪南镇区為1989年於国家和平与发展委员会時期所建立的新鎮區之一。
德贡谬迪南镇区擁有31所小學、7所中學以及3所高級中學。國立仰光文化藝術大學則位在此區。